# Aan de Poel
Aan de Poel is sinds 2007 een restaurant in Amstelveen. Het is eigendom van Stefan van Sprang en Robbert Veuger die eerder werkten bij Restaurant Ron Blaauw in Ouderkerk aan de Amstel.
Het restaurant is gevestigd aan de Poel, een rustig veenmeer in Amstelveen, en serveert gerechten uit de Franse en internationale keuken. De capaciteit bedraagt 80 couverts. In de Michelingids voor 2009 verkreeg het restaurant de eerste michelinster en in de Michelingids Nederland 2013 een tweede. Aan de Poel werd door SpecialBite uitgeroepen tot het beste terras van Noord-Holland. Daarnaast staat Restaurant Aan de Poel in de top 100 van Lekker en heeft Gault Millau het restaurant met 16 punten gewaardeerd.
Op 6 juli 2018 woedde er een brand in het restaurant waarna het enige tijd gesloten was.